# 1ЛГ-606
1ЛГ-606 — советский проект панельных домов индустриального домостроения. Строительство домов 606-й серии осуществлялось по проекту «ЛенНИИпроекта» Невским ДСК-6.

## Описание
В 1965 году для Невского ДСК 4-й мастерской ЛенНИИпроекта была разработана серия домов 1ЛГ-606, включающая в себя 7 типовых проектов. Предшественником 606-й серии считается серия 1-507, а именно 4 экспериментальных дома из изделий этой серии в 31-м квартале Малой Охты (Заневский проспект от проспекта Шаумяна до реки Оккервиль). Также прототипом серии 606 стала серия 1-528КП-41: в частности, 606-я серия «взяла» от неё архитектурное решение (ризалиты на дворовых фасадах) и планировку лестнично-лифтового узла.
Дома 606-й серии строились в основном для ЖСК. На этаже расположено 6 квартир, в 7-подъездных домах — 7 квартир. Для 6-квартирного варианта: две однокомнатные, три двухкомнатные и одна трёхкомнатная. Однокомнатные квартиры смотрят только во дворы. Среди двухкомнатных — две торцевые и одна боковая. Торцевые двухкомнатные квартиры являются единственными, выходящими на обе стороны дома. Боковая двухкомнатная и трёхкомнатная смотрят только в одну сторону, противоположную двору.
Лифт расположен у наружной стены здания — между этажами, там же располагается и мусоропровод. На первых этажах расположены помещения под колясочные, в 1990-х годах они были приватизированы или стали собственностью коммунальных служб. Квартиры в домах серии имеют паркетные полы в комнатах и раздельные санузлы. Все санузлы во всех квартирах представляют собой одинаковые сантехнические панели. Площади комнат — 8-18 м². В торцевых двухкомнатных квартирах кухни имеют наименьшую площадь, около 6 м² (все остальные — около 8 м²), что затрудняет расстановку кухонной мебели и техники, но зато имеют кладовку (чулан), отделённую от коридора дверью. Конструктивная схема здания – три продольные несущие стены.
В 1973 году из окон домов серии исчезли форточки. Тогда же было налажено строительство домов новой серии — 1ЛГ-606М. Строительство «классической» серии 606 было завершено в 1974 году. Всего в Ленинграде выстроено 161 здание 606-й серии и одно здание в Ленинградской области (в г.Волхове).
С 2010-х годов ведутся массовые реконструкции фасадов серии: изначальная мелкая ковровая плитка убирается, а дом окрашивается штукатуркой.

### Типовые проекты
- 1ЛГ-606-4 — 4 секции, 208 квартир
- 1ЛГ-606-5 — 5 секций, 268 квартир
- 1ЛГ-606-6 — 6 секций, 320 квартир
- 1ЛГ-606-7 — 7 секций, 426 квартир
- 1ЛГ-606-4м — 4 секции, 224 квартиры, на первом этаже коммерческие помещения
- 1ЛГ-606-7м — 7 секций, 392 квартиры, на первом этаже коммерческие помещения
- 1ЛГ-606-7а — 7 секций, 372 квартиры

### Основные характеристики
| Планировочное решение    | Панельные дома из керамзитобетонных панелей                                                          |
| Этажность                | 9 этажей                                                                                             |
| Высота жилых помещений   | 2,70 м                                                                                               |
| Технические помещения    | Техподполье для размещения инженерных коммуникаций                                                   |
| Лифты                    | Один пассажирский грузоподъёмностью от 320 до 400 кг                                                 |
| Конструктивные решения   | Три продольные несущие стены                                                                         |
| Наружные стены           | Панели керамзитобетонные, толщиной 40 см                                                             |
| Внутренние несущие стены | Железобетонные, толщиной 20 см                                                                       |
| Балконы                  | Во всех квартирах с 3-го этажа. В модификации 1ЛГ-606-7 балконы только в торцах и на дворовом фасаде |
| Перспектива сноса        | Сносу не подлежат                                                                                    |
| Санузлы                  | Раздельные во всех квартирах. Ванны стандартные                                                      |
| Лестницы                 | Стандартные, задымляемые                                                                             |
| Мусоропровод             | С загрузочными клапанами на каждом этаже                                                             |
| Тип кровли               | Плоская                                                                                              |

### Фотогалереи и базы данных
- Список домов серии 1Лг-606.
  - Список домов проекта 1Лг-606-4.
  - Список домов проекта 1Лг-606-4м.
  - Список домов проекта 1Лг-606-5.
  - Список домов проекта 1Лг-606-6.
  - Список домов проекта 1Лг-606-7.
  - Список домов проекта 1Лг-606-7а.
  - Список домов проекта 1Лг-606-7м.